# Mutua Madrileña Madrid Open 2009
Die Mutua Madrileña Madrid Open 2009 war der Name eines Tennisturniers der WTA Tour 2009 für Damen sowie eines Tennisturniers der ATP World Tour 2009 für Herren, und fand zeitgleich vom 8. bis 17. Mai 2009 in der Caja Mágica im spanischen Madrid statt.

## Herrenturnier
→ Qualifikation: Mutua Madrileña Madrid Open 2009/Herren/Qualifikation

## Damenturnier
→ Qualifikation: Mutua Madrileña Madrid Open 2009/Damen/Qualifikation